# Frédéric Pillot
Pour les articles homonymes, voir Pillot.
 (août 2016).
Si vous disposez d'ouvrages ou d'articles de référence ou si vous connaissez des sites web de qualité traitant du thème abordé ici, merci de compléter l'article en donnant les références utiles à sa vérifiabilité et en les liant à la section « Notes et références ».
Frédéric Pillot, né le 2 août 1967 à Hayange (Moselle), est un illustrateur et dessinateur de bande dessinée français.

## Biographie
Fils de mineur lorrain, à la recherche de paysages hauts en couleur que ne lui procure pas son enfance en Moselle, Frédéric Pillot intègre l'École des Arts décoratifs de Strasbourg et travaille dans l'atelier de Claude Lapointe. Diplômé en 1990, il dessine pour la presse et l'édition jeunesse. Il entame également une carrière dans la bande dessinée. Il y met rapidement un terme, préférant se concentrer sur l'illustration jeunesse. À la fin des années 1990, la série de livres jeunesses Raoul Taffin, aux Éditions Milan et écrite par Gérard Moncomble est publiée. En 2001, les Éditions Magnard Jeunesse lui proposent d'illustrer le premier album de Lulu Vroumette, écrites par Daniel Picouly.
Au fil des années, il illustre Thérèse Miaou écrit par Gérard Moncomble, aux Éditions Hatier, et les aventures d’Edmond le chien écrites par Thibault Guichon, aux Éditions Magnard. Il collabore avec des éditeurs en Corée du Sud.
Depuis 2012, la galerie Daniel Maghen expose et vend ses originaux. À l'occasion de la publication des Souvenirs du vieux chêne de Maxime Rovère, Frédéric Pillot réalise pour 2017 une exposition de commandes avec seize grands formats illustrant les grands contes de l'enfance, organisée par la galerie Maghen au Bastille Design Center.

## Technique et esthétique
Frédéric Pillot utilise diverses techniques de dessin et de mise en couleur. La peinture à l’acrylique rehaussée de craie, favorisant une « remontée de matières et de lumière » est son « média » principal, mais il illustre également à l'encre de Chine et à l'aquarelle. Inverser ce rapport mènerait à un affaiblissement du sens de l'œuvre.

## Œuvres

### Lulu Vroumette
Lulu Vroumette est un personnage de littérature jeunesse française. Éditée aux Éditions Magnard, écrite par Daniel Picouly et illustré par Frédéric Pillot, cette série d'albums jeunesses compte 18 livres et a été adaptée à la télévision. En janvier 2016, la société Mondo TV avait réalisé 156 épisodes.
- Lulu Vroumette, Magnard jeunesse, 2002, 32 p. (ISBN 9782210979598)
- L'Arche de Lulu, 2003, 32 p. (ISBN 9782210979680)
- Lulu et le loup bleu, 2004, 32 p. (ISBN 9782210979734)
- Lulu et le sapin orphelin, 2004, 32 p. (ISBN 978-2210979741)
- Lulu a un amoureux, 2005, 32 p. (ISBN 9782210979758)
- La maîtresse de Lulu a disparu, Paris, Magnard jeunesse, 2006, 32 p. (ISBN 978-2-210-96076-3)
- Le cirque de Lulu, Paris, Magnard jeunesse, 2006, 32 p. (ISBN 978-2210979772)
- Lulu, présidente !, Paris, Magnard jeunesse, 2007, 32 p. (ISBN 9782210979789)
- Lulu et l'ours pyjama, Paris, Magnard jeunesse, 2008, 32 p. (ISBN 9782210979925)
- Lulu et le dernier des dodos, Paris, Magnard jeunesse, 2009, 32 p. (ISBN 9782210979949)
- Lulu grand chef, Paris, Magnard jeunesse, 2010, 32 p. (ISBN 978-2210979956)
- Lulu et la cigogne étourdie, Paris, Magnard jeunesse, 2014, 32 p. (ISBN 9782210960824)
- Le sapin de Noël de Lulu, Paris, Magnard jeunesse, 2016, 32 p. (ISBN 978-2-210-96259-0)
- Le grand concert de Lulu, Paris, Magnard jeunesse, 2016, 32 p. (ISBN 978-2-210-96245-3)
- ABC, l'abécédaire de Lulu Vroumette, Paris, Magnard jeunesse, 2015, 24 p. (ISBN 978-2-210-96144-9)

### Edmond le Chien
Edmond le Chien est un personnage de littérature jeunesse créé par Thibault Guichon et Frédéric Pillot. Édité aux éditions Magnard, la série compte quatre albums.

### Bandes dessinées
- Tambow, scénario de Schaeffer, Glénat, 1991  (ISBN 2-7234-1407-8).
- Simplicissimus[N 1], scénario d'Isabelle Mercier, Glénat, collection « Indispensable » :
  1. L'antre du cerbère, 1994  (ISBN 2-7234-1558-9).
- La Hache du pouvoir, scénario d'Isabelle Mercier et Roger Seiter, Delcourt, collection « Terres de Légendes » :
  1. Le prince guerrier, 1997,  (ISBN 2-84055-130-6).

### Albums
- Balbuzar (version française), 2020, Editions Daniel Maghen  (ISBN 9782356740779)
- Balbuzar (version anglaise), 2021, Editions Caurette  (ISBN 9782382890172)

### Ouvrages jeunesse
- Le chevalier idéal, texte de Pascal Brissy, illustrations de Frédéric Pillot, Milan poche, 2012
- Deux ans de vacances, texte de Jules Verne, adaptation de Thibault Vermot, illustrations de Frédéric Pillot, Editions Sarbacane, 2023